# Il marchese del Grillo
Il marchese del Grillo è un film del 1981 diretto da Mario Monicelli.

## Trama

Il carbonaio Gasperino in preda a una crisi d'identità

Roma, 1809. Il marchese Onofrio del Grillo, nobile romano alla corte di papa Pio VII, trascorre le sue giornate, che cominciano sempre tardi al mattino (con i servi del palazzo costretti a non fare rumore fino al suo levarsi), nell'ozio più completo, frequentando bettole e osterie, coltivando relazioni amorose clandestine con popolane e tenendo un atteggiamento ribelle agli occhi di sua madre e della parentela conservatrice, bigotta e autoritaria.
Il suo principale passatempo, che lo rende famoso in tutta la città, è costituito da innumerevoli scherzi e beffe, nei quali è sempre accompagnato dal fedele servo Ricciotto, e dei quali risulta spesso vittima la sua aristocratica famiglia, composta da personaggi stravaganti e chiusi al mondo esterno: una madre affezionata, ma ostile e conservatrice; una parente povera di nome Genuflessa innamorata segretamente di lui; una sorella (con un alito terribile) sposata e con un figlio adolescente, che si reca costantemente dal cappellano di famiglia a confessare masturbazione, e uno zio, ossessionato dall'idea di far beatificare una loro antenata.
Il ricco nobile proprietario terriero è in grado sempre di farla franca dalle tante beffe e provocazioni organizzate, sfruttando la propria posizione sociale e spendendo senza remore il patrimonio. Un incontro casuale con il povero carbonaio alcolizzato Gasperino, suo perfetto sosia, consente ulteriori burle.
Il suo impudico edonismo e gli scherzi nei confronti di mendicanti, papi e consanguinei, proseguono liberamente fino al giorno in cui giungono a Roma le truppe di Napoleone. L'incontro con la bellissima cantante lirica francese Olympiae la conoscenza di un giovane ufficiale di Napoleone lo segnano. I discorsi di libertà del giovane e la visione moderna ed emancipata dell’attrice inducono il Marchese a lasciare Roma per trasferirsi a Parigi. Ma la notizia della disfatta di Napoleone a Waterloo pone la parola fine al sogno e ristabilisce le vecchie gerarchie; il Marchese del Grillo torna a Roma dove ad accoglierlo trova un clima ostile e una condanna a morte, decisa dallo stesso pontefice, per il suo alto tradimento nei confronti del Papa.
Però viene arrestato erroneamente Gasperino, a cui viene concessa la grazia in extremis e il Marchese vero finisce anche col riprendere persino il suo posto tra i sediari pontifici. Il Nobile torna a fare i suoi scherzi come prima, senza risparmiare il Primate. Soltanto il carbonaio, una volta smaltita la sbornia, sembra apprezzare la propria vita seppur misera, dopo esser stato a un passo dalla fine dopo aver assaporato il fasto e la ricchezza del Marchese.

## Produzione

### Riprese

Onofrio del Grillo e l'attrice francese nell'osteria

Nel film si può notare piazza della Bocca della Verità (ricostruita com'era prima della costruzione dei lungotevere), con  il Tempio di Ercole Vincitore e sullo sfondo la cupola della basilica di San Pietro in Vaticano, con la basilica di Santa Maria in Cosmedin (nel suo stato ai primi dell'Ottocento, dopo la trasformazione per opera di Giuseppe Sardi, in stile rococò, e prima dei restauri di Giovanni Battista Giovenale alla fine del XIX secolo). La ricostruzione della piazza è stata allestita negli studi di Cinecittà. Nella piazza vengono eseguite le condanne a morte, le quali in realtà avvenivano di fronte alla vicina chiesa di Sant'Anastasia ai Cerchi.  Adiacente al set vi è il vicolo dove risiede e lavora il carbonaio Gasperino, il quale incongruamente viene descritto essere vicino a via delle Coppelle.
Il covo del brigante Don Bastiano è collocato in una delle località più suggestive, posta a nord della capitale: trattasi delle antiche rovine di Monterano, un borgo agricolo appartenuto alla famiglia Altieri che in epoca tardo medievale conobbe un relativo benessere.
La piazza della città era occupata dalla chiesa di San Bonaventura e dal relativo monastero, costruiti su progetto di Gian Lorenzo Bernini: nella navata centrale della chiesa, oggi occupata da un gigantesco albero di fico, è girata la scena dell'incontro tra il brigante e il marchese del Grillo.
Il palazzo del Marchese è ambientato a Palazzo Pfanner a Lucca, amputato (per mezzo di un'altissima quinta) dei celebri giardini e della vista sulle mura di Lucca; la scena sulla terrazza, tuttavia, è girata nella loggia della Casa dei Cavalieri di Rodi, riconoscibile dalle due porte dell'appartamento Barbo, dagli affreschi e da una rapida inquadratura verso il Campidoglio.
La scena nella quale il Marchese lancia dapprima delle pigne, poi delle monete roventi a dei mendicanti, è stata girata a Palazzo Pfanner a Lucca. Il camino nel quale il marchese arroventa le monete è un artificio di scena, aggiunto per le riprese addossandolo alla parete affrescata.

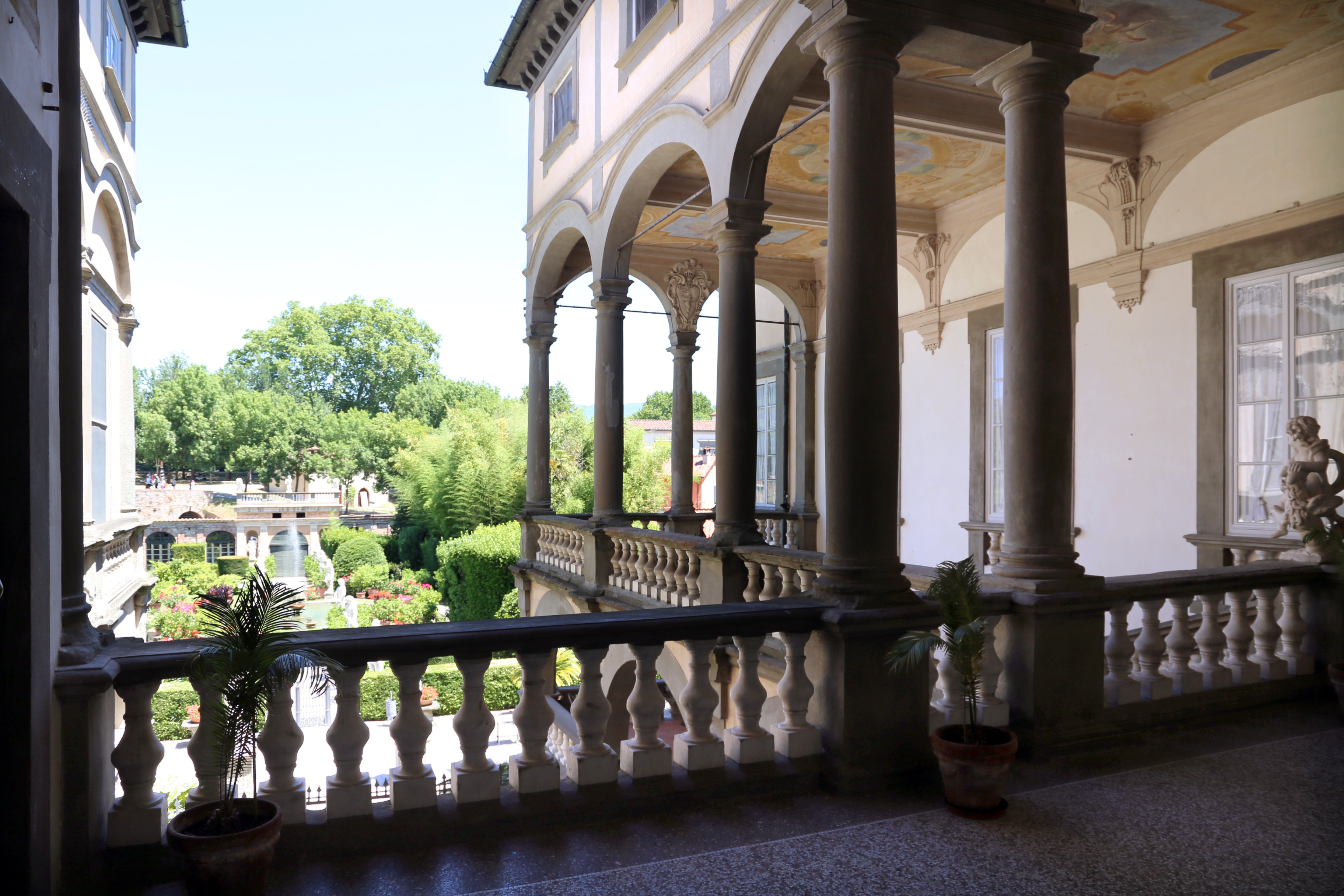
Cortile interno, Palazzo Pfanner, Lucca

La scena dell'arrivo in carrozza del Marchese e dell'ufficiale francese al casolare abbandonato di famiglia è stata girata nelle campagne adiacenti a Tarquinia, in provincia di Viterbo: il Casale della Civita (ormai crollato), opportunamente allestito con finte colonne, fu usato solo per le riprese esterne. Le riprese interne della stessa ambientazione vennero invece girate a Villa Grazioli, situata a Grottaferrata in provincia di Roma.

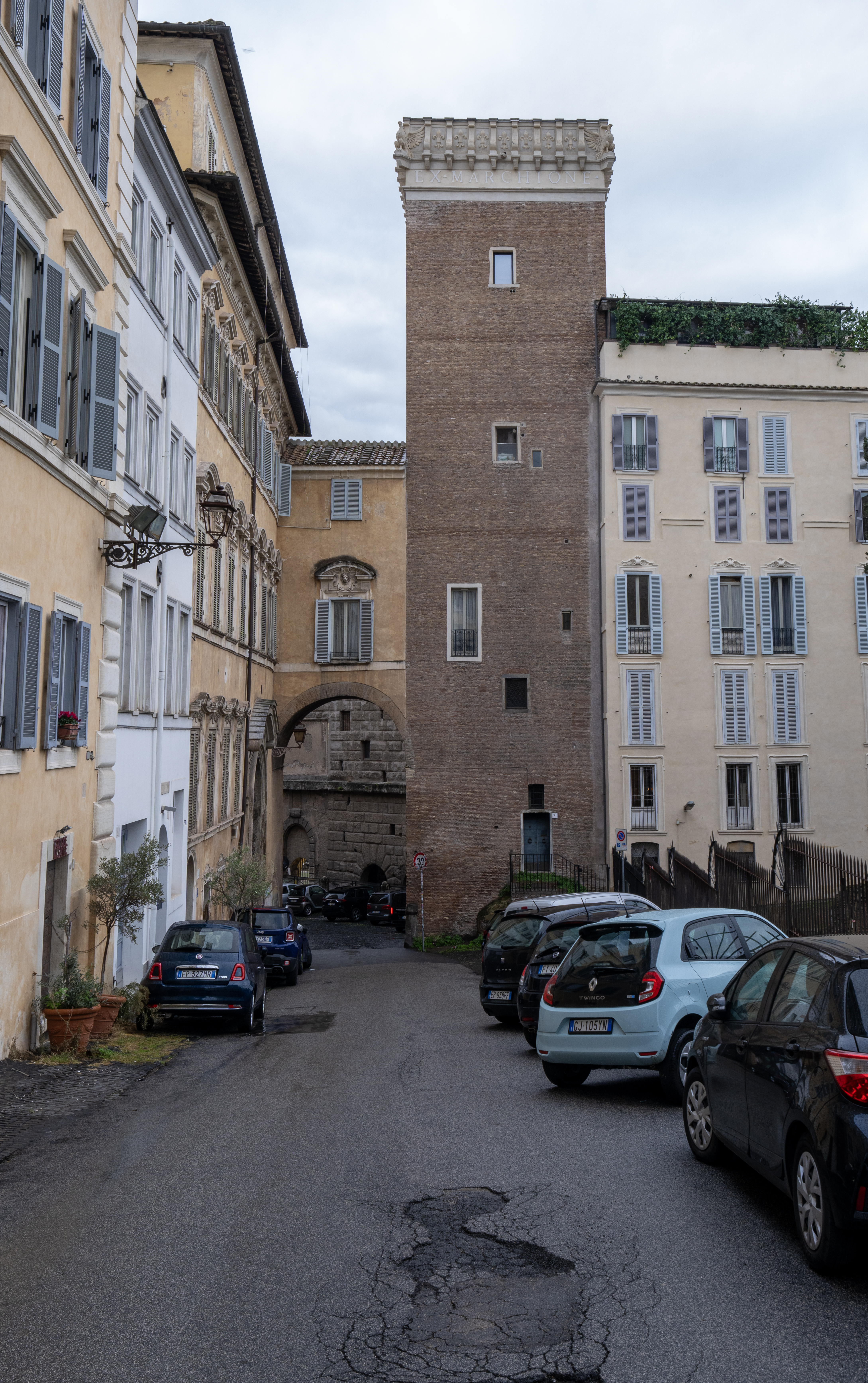
Il Palazzo della famiglia del Grillo, a Roma

La piccola strega operante un malocchio e che il Marchese concilia con un baiocco arroventato, che non provoca nessun dolore alla giovane, è un'allora giovanissima Rom, priva di capelli per una patologia dermatologica, conosciuta dagli abitanti del quartiere presso gli studi di Cinecittà. 
All'inizio del viaggio, i due percorrono un viottolo adiacente ai resti dell'Acquedotto Claudio, alla periferia di Roma (facente oggi parte del parco degli Acquedotti), che punta in direzione opposta a quella di Tarquinia.
La scena della rappresentazione teatrale è stata girata nel settecentesco Teatro Sociale di Amelia, in Umbria, lo stesso teatro usato per girare la scena circense di Pinocchio divenuto asino nello sceneggiato televisivo Le avventure di Pinocchio (1972) di Luigi Comencini. L'esecuzione del brigante Don Bastiano è stata girata a piazza del Velabro a Roma, nei pressi della chiesa di San Giorgio in Velabro.
Le scene degli appartamenti papali, non potendo essere effettuate al Quirinale, furono girate in Campidoglio nelle sale degli attuali Musei Capitolini. L'ufficio del Papa è l'attuale sala "di Annibale", mentre la camera da letto del pontefice fu allestita nella sala "degli Arazzi". L'inquadratura in cui il Marchese viene perdonato dal pontefice, dopo lo scherzo delle campane a morto, davanti alle impalcature con 2 operai intenti nel restauro di un soffitto, è la sala "delle oche".
Gli scaloni delle riprese in cui i Francesi irrompono di notte, nel palazzo del Quirinale, sono gli stessi che si utilizzano per l'accesso alle sale del museo.
La stessa scena finale in cui il marchese trasporta il pontefice sulla Sedia gestatoria culmina con l'entrata nella sala "degli Orazi e Curiazi".

## Distribuzione

### Edizioni
L'edizione uscita in DVD nel 2003 contiene alcune scene che non comparivano nell'edizione uscita in VHS, che durava solo 127 minuti. Dal giugno 2012 è uscita una nuova edizione curata dal produttore e dal direttore della fotografia che include alcuni contenuti speciali, compresa un'intervista al regista Mario Monicelli. Nelle prime uscite in televisione, veniva mostrata la scena in cui appariva in primo piano la testa mozzata di Don Bastiano, dopo essere stato ghigliottinato. Successivamente la scena fu tagliata e la testa di Don Bastiano mostrata solo da dietro.

## Accoglienza

### Incassi
Il film, uscito nelle sale il 22 dicembre 1981, è stato il secondo maggiore incasso nella stagione cinematografica italiana 1981-82 con quasi 12 miliardi di lire.

Prime riprese in Campidoglio (8 settembre 1981), con Sordi, l'allora sindaco di Roma Luigi Petroselli, Milli, Stoppa ed il regista Monicelli

## Ispirazione
La figura storica del marchese, come viene rappresentata da Mario Monicelli, è per tanti aspetti incerta. La più antica fonte al riguardo è un libretto pubblicato nel 1887 da Raffaello Giovagnoli, che lo definisce "un gentiluomo romano, nato tra il 1730 e il 1740, morto verso il 1800". L'autore, che scrive più di ottanta anni dopo la presunta morte del nobile romano, afferma di non essere riuscito a sapere il suo nome di battesimo. Inoltre, precisa che, per molti, il suo titolo nobiliare era quello di duca e che delle gesta raccontate era oltremodo difficile separare le vere da quelle prodotte dalla leggenda popolare, creata sul suo nome.
I discendenti allora in vita dei Del Grillo sostenevano che fosse realmente esistito e che il loro avo era "dotato di uno spirito originale, stravagante, bizzarro e argutissimo" . La nobile casata del Grillo comunque rappresentava una delle famiglie aristocratiche più in vista della città: il palazzo nobiliare appartenuto alla casata si erge ancora nella strada che dalla famiglia ha preso il nome, Salita del Grillo, ed è collocato in una delle zone più centrali di Roma, tra il colle Quirinale e via Cavour, a ridosso dei Fori Imperiali.
Poco avvezzo alla cultura il giovane marchesino è insofferente anche alle ferree regole della sua famiglia aristocratica e fin da ragazzo evade dalla noia di precettori e libri prendendosi gioco della gente "senza distinguere le persone per il censo". Nobili e popolani sono ugualmente presi di mira ma il nobiluomo ha una forte antipatia - che spesso degenera in odio - soprattutto verso gli Ebrei, sebbene il film edulcori il carattere antisemita. La scena del lancio dapprima frutta fresca, quindi delle pigne, a un gruppo di mendicanti, riprende l'abitudine del vero nobile nel prendere a sassate i commercianti ambulanti ebrei per poi lanciare della frutta per ordine del Papa, pressato dalle proteste.
Anche gli episodi dell'ebanista e del carbonaio sono raccontati dal Giovagnoli. Secondo la sua ricostruzione:
- l'ebanista sarebbe stato in realtà il falegname di casa Del Grillo, del quale il nobile si ostina di non pagare perché, dice poi al Papa che gli chiede conto delle campane di Roma fatte suonare a morto, voleva mettere alla prova la Giustizia;[10]
- il carbonaio si chiamava Baciccia ed aveva bottega in via Tomacelli. Trovatolo in strada, annientato da una grande sbornia, e fattolo ripulire per bene, il marchese lo fa sistemare nel suo letto e si finge per una giornata il suo maggiordomo.[11][12]

## Citazioni letterarie
La celebre frase che il Marchese rivolge a un gruppo di popolani («Mi dispiace, ma io so' io e voi non siete un cazzo!») è ripresa dal sonetto Li soprani der Monno vecchio di Giuseppe Gioachino Belli, che comincia così: «C'era una vorta un Re cche ddar palazzo / mannò ffora a li popoli st'editto: / "Io sò io, e vvoi nun zete un cazzo"».
Sempre del Belli è il sonetto Er Ricordo, in cui viene narrata la tradizione romana che vede i padri schiaffeggiare i figli come ammonimento, dopo aver assistito a un'esecuzione, così come il Marchese del Grillo fa con Olimpia.
L'episodio dello scambio d'identità tra il nobile e l'umile carbonaio s'ispira a diversi racconti della letteratura, tra i quali appunto la biografia del buontempone romano e la novella Storia dell'uomo addormentato ridestato, della raccolta di novelle arabe Le mille e una notte, ambientata nella mitica Baghdad medievale, dove a farne le spese è un giovane popolano narcotizzato da un sultano, per vivere per un giorno i fasti del nobile e poi tornare alla propria vita ordinaria per essere ritenuto pazzo e, successivamente, generosamente ricompensato dal sultano stesso. Una sostituzione assai simile si rinviene anche ne La bisbetica domata, di William Shakespeare, in cui Cristopher Sly, un ubriacone, è raccolto da un nobile che comanda ai suoi servitori di lavarlo e vestirlo, per poi fargli credere di essere un ricco nobile rimasto addormentato per anni in preda a una forma di pazzia. Il tema dello scambio d'identità è centrale anche in un'altra celebre narrazione, ovvero la Novella del Grasso legnaiuolo, in cui si racconta di una beffa ordita da Filippo Brunelleschi ai danni di un ebanista di nome Manetto Ammanatini, al quale viene fatto credere di essere un poveraccio che vive sulle spalle dei propri cari. In questo caso la beffa riesce tanto bene da far dubitare a Manetto della sua stessa identità.
Il monologo di Don Bastiano sul patibolo è stato ripreso dai Mercanti di Liquore come prima traccia del loro album La musica dei poveri.

## Inesattezze storiche
- Le vicende narrate coprono un arco temporale di all'incirca sei anni: dal 1808, quando i francesi conquistano lo Stato Pontificio, fino al 1814 con la caduta di Napoleone e la restaurazione della monarchia in Francia con Luigi XVIII; ciononostante nel film gli eventi sembrano susseguirsi nel giro di poche settimane senza specificare eventuali salti temporali o mostrare un invecchiamento dei personaggi.
- All'inizio del film quando il Marchese è in carrozza con il capitano Blanchard dice che l'inno del Papa è Noi vogliam Dio ma si tratta di un anacronismo in quanto esso fu composto solo nel 1882.
- Parlando di Voltaire, il capitano francese Blanchard sostiene che sia romantico, quando invece è Illuminista.
- Quando l'armata del generale Miollis arresta il Papa, si fa sapere alla popolazione che Roma è sotto l'influenza francese con un comunicato che riporta la data del 17 maggio 1809 ma ciò non è corretto in quanto l'invasione era invece avvenuta il 2 febbraio del 1808.
- Tra le scene viene mostrato prima l'arresto del Papa e successivamente l'innalzamento della bandiera francese su Castel Sant'Angelo come se i due eventi si fossero verificati in quest'ordine quando invece nella realtà essi avvennero al contrario il 10 giugno e il 6 luglio del 1809.
- Su Castel Sant'Angelo viene ammainata la bandiera pontificia bianca e gialla con lo stemma papale, ma quest'ultimo venne aggiunto solo nel 1850 da Papa Pio IX[14].
- Durante l'occupazione francese del Quirinale, le truppe Napoleoniche indossano divise del periodo repubblicano.
- Il marchese, alla notizia della caduta di Napoleone, si rammarica dell'imminente salita al trono di Luigi XVIII, del cui nome e della cui numerazione dinastica nessuno aveva ancora notizia.
- Nelle incisioni d'epoca il boia di Roma Mastro Titta viene quasi sempre raffigurato a volto scoperto mentre nel film, durante le esecuzioni, appare con un cappuccio rosso, ed un lungo vestito pure completamente rosso.
- Quando c'è l'esecuzione di Don Bastiano, Roma è sotto il dominio francese ma il soldato che guida la carretta che lo conduce al patibolo ha ancora la divisa pontificia.
- Nella celebre scena in cui Gasperino "invita" Genuflessa alla fornicazione, quest'ultima intona "Non più andrai, farfallone amoroso", aria de Le nozze di Figaro, opera che arrivò in Italia solo nel 1815.
- Il vero Onofrio del Grillo morì nel 1787 ma il film è ambientato circa vent'anni dopo.
- Il vero generale Blanchard era nato nel 1805 e dunque avrebbe dovuto essere solo un bambino all'epoca in cui è ambientato il film.
- Nonostante la presenza delle donne a teatro risulti una novità assoluta, in realtà tale divieto era già stato soppresso da Papa Clemente XIV nel 1774[15].
- Sebbene il film sia ambientato agli inizi del XIX secolo, in alcune vedute aeree della città si possono intravedere antenne radio e aerei di linea in volo.

## Curiosità
- La frase «Sor Marchese, è l'ora», che il frate dice sul patibolo a Gasperino il carbonaio per condurlo all'esecuzione, è l'epitaffio scritto sulla tomba dello stesso Alberto Sordi situata nel Cimitero del Verano a Roma.[16]
- Flavio Bucci e Alberto Sordi non andavano d'accordo sul set, e in generale tra i due c'era un forte attrito. Durante la pausa pranzo, Sordi mandò il suo assistente nel camper di Bucci mentre questi stava mangiando, per chiedergli se avesse degli avanzi per il cane. Bucci gli rispose: "Digli che me so magnato pure le ossa".
- La casa dove il Marchese scopre Faustina che riceve il suo amante è stranamente la stessa in cui il Marchese e Olimpia hanno passato la notte insieme.
- ll personaggio di papa Pio VII,  interpretato da Paolo Stoppa, parla con spiccato accento romanesco, cosa alquanto difficile perchè papa Pio VII era un Chiaramonti nato e vissuto a Cesena in Romagna, se proprio avesse parlato un italiano stentato, avrebbe parlato in romagnolo.
- Quando il marchese, per fare una burla al Papa, fa suonare a morto tutte le campane delle chiese di Roma, vengono convocati davanti al Santo Padre tre parroci della città, per le spiegazioni. Uno dei tre prelati tiene il cappello in testa, pur trovandosi al cospetto del Pontefice.

## Riconoscimenti
- 1982 - David di Donatello
  - Miglior scenografo a Lorenzo Baraldi
  - Miglior costumista a Gianna Gissi
  - Candidatura al miglior film
  - Candidatura al miglior produttore a Giovanni De Feo, Gaumont e Opera
  - Candidatura al miglior attore protagonista ad Alberto Sordi
  - Candidatura al miglior attore non protagonista a Paolo Stoppa
  - Candidatura al migliore autore della fotografia a Sergio D'Offizi
- 1982 - Festival di Berlino
  - Miglior regia
- 1982 - Nastro d'argento
  - Migliore sceneggiatura a Bernardino Zapponi, Leonardo Benvenuti, Piero De Bernardi, Tullio Pinelli e Mario Monicelli
  - Miglior attore non protagonista a Paolo Stoppa
  - Migliore scenografia a Lorenzo Baraldi
  - Migliori costumi a Gianna Gissi